# Metiosedum
Metiosedum est un lieu voisin de Lutèce cité par Jules César dans la Guerre des Gaules. Selon les historiens, il pourrait s'agir de Melun, Juvisy, Meudon ou encore Athis.

## Toponymie
Melodunum au Ier siècle avant J.C., ville dont la première trace écrite est « oppidum Senonum in insula Sequanae positum, ut paulo ante de Lutecia diximus. », (« C'est une ville des Sénons, située, comme nous l'avons dit de Lutèce, dans une île de la Seine. », dans les Commentaires sur la Guerre des Gaules de Jules César (B.G., VII, 58), remonte à l'époque gauloise, dès 52 av. J.-C..
Le nom de la localité est attesté sous les formes Meteglum; Metiosedum en 359. Sur la table de Peutinger, elle est mentionnée sous le nom Meteglo.

## Histoire

### La conquête romaine
La ville faisait partie du pays des Sénons, elle était enfermée dans l'île Saint-Étienne et reliée aux rives par deux ponts. C'était une importante place forte gauloise qui fut toutefois prise facilement et saccagée, malgré la destruction des ponts, par Labiénus en 53 av. J.-C. lors de son expédition contre Lutèce, les défenseurs étant accourus au secours de Lutèce.

### La ville gallo-romaine du Haut-Empire
Durant la période gallo-romaine, la ville s'étend sur la rive gauche. On a retrouvé un grand nombre de poteries, armes, statues, permettant de découvrir l'emplacement que la ville occupait et de reconnaître les monuments qui s'y élevaient tels qu'un temple dédié à Mercure, un amphithéâtre, des thermes, un cimetière.

### La ville se rétracte au Bas-Empire
Saint Pérotin et saint Aspais prêchèrent l'Évangile à Melun dès le IIIe siècle.
Durant les Grandes Invasions, la partie gallo-romaine de la ville fut abandonnée. Un castrum de défense fut aménagé sur l'île Saint-Étienne au IVe siècle ou Ve siècle. L'île fut clôturée par un mur construit en pierre de petit appareil et de brique sur des fondations constituées de blocs de grand appareil en pierres de réemploi issus des monuments de l'agglomération du Haut-Empire. La situation de l'île rendait la défense plus facile.

## Vestiges
Un four gallo-romain à céramique du IIIe siècle – dit four du « Manège » – a été découvert en 1974 dans un atelier fouillé avenue Thiers, dans le Sud de Melun. Il a été restauré en 2010[réf. souhaitée]. Il est conservé à l’air libre, aux pieds de la collégiale Notre-Dame sur l’île Saint-Étienne, à quelques mètres du rempart de la prison.